# Poruchy příjmu potravy

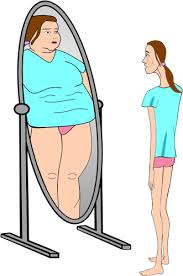
Poruchy příjmu potravy jsou spjaté s porušeným vnímáním vlastního těla

Poruchy příjmu potravy (zkráceně PPP) jsou duševní poruchy spojené s neschopností přijímat potravu v přiměřeném množství a úzce souvisejí s nevhodným vnímáním vlastního těla (poškozeným sebeobrazem). Nejčastěji se v tomto kontextu hovoří o mentální anorexii a bulimii.
Poruchami příjmu potravy může trpět každý bez rozdílu věku, pohlaví i životní úrovně. PPP nejčastěji trpí dívky v období puberty a adolescence, kdy jsou vystaveny velikému tlaku společnosti a zároveň se vyrovnávají se změnami svého těla, případně i složitými situacemi a změnami v životě.

## Typy poruch
Mezi běžně uváděné poruchy příjmu potravy patří:
- mentální anorexie: záměrné hladovění jedince, strach z tloustnutí bez ohledu na reálnou váhu a vzhled a úmyslné snižování váhy především odpíráním si jídla (ale i v kombinaci se zvracením a užíváním laxativ a diuretik), které může vést až k úplnému odmítání potravy (následkem může být až smrt pacienta vlivem podvýživy nebo sebevražda), podtypem nebo samostatnou variantou bývá atypická mentální anorexie (přes příznaky mentální anorexie nedochází u jedince k výraznému úbytku váhy)[7]
- bulimie: opakované nutkavé přejídání (typicky během dvou hodin) se ztrátou kontroly nad jedením a následná kompenzace, často ve formě vyzvracení potravy (nebo užití laxativ, či přehnaného cvičení) kvůli pocitu viny a strachu z tloustnutí
- záchvatovité přejídání: rychlé nekontrolované přejídání se nad pocit plnosti (i ve chvíli, kdy člověk nemá hlad), které vede k pocitům viny a znechucení nad svým chováním, děje se často o samotě ze strachu o ztrapnění se před ostatními[8]

Vyskytují se ale i další typy PPP, které jsou v některých případech méně časté i méně zastoupené v literatuře jako např. kontinuální jezení nebo noční přejídání. Některé poruchy se stravováním související jsou vydělované jako jiná skupina poruch, neboť nesouvisejí s poškozeným sebeobrazem, např. pika (nutkavé pojídání nejedlých předmětů) nebo ruminace (opakované pojídání již částečně natrávené a vyzvracené potravy, u zvířat běžné ale u člověka nežádoucí).

## Příčiny

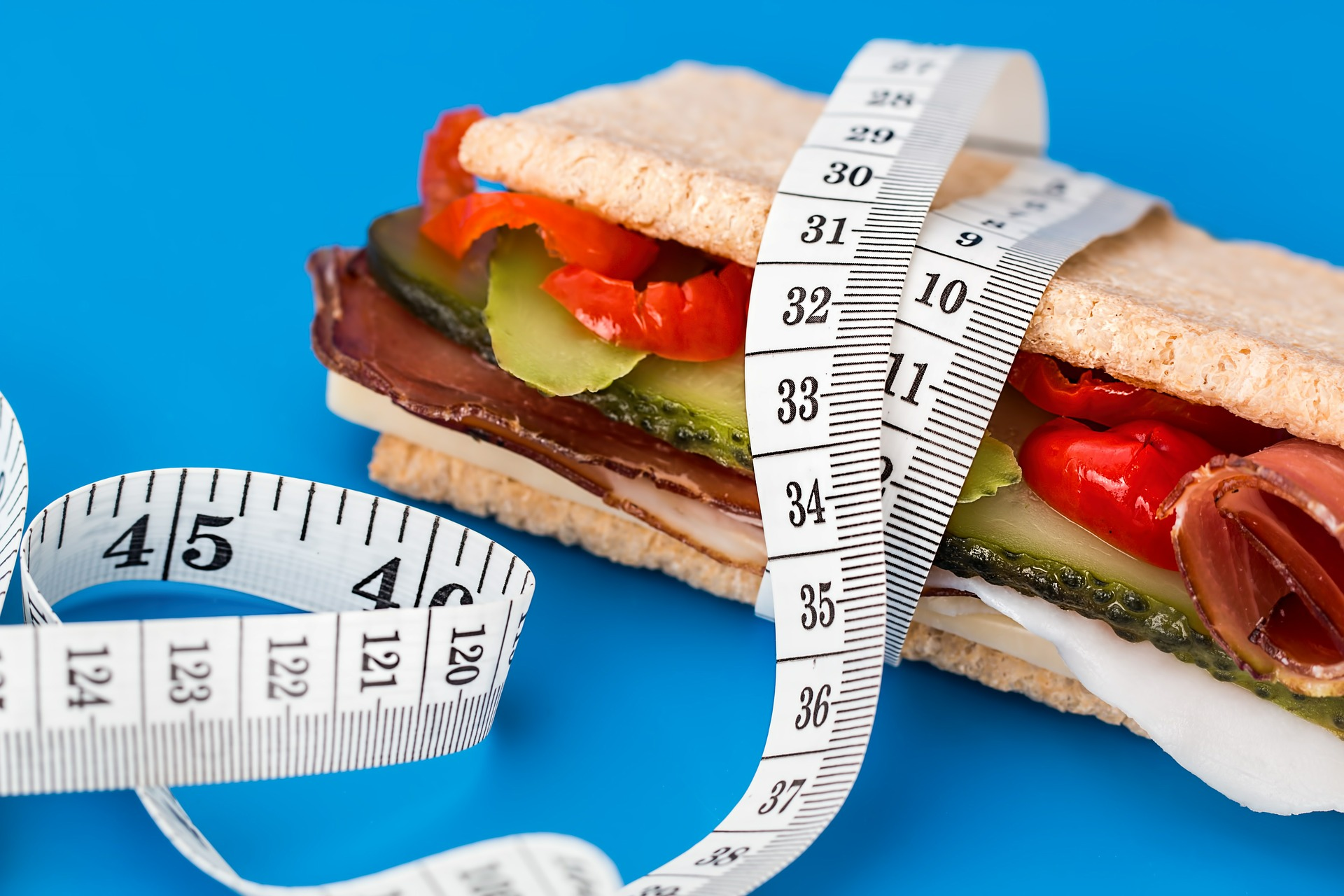
Kultura diet nebo nevhodné stravovací návyky v rodině mohou pomáhat onemocnění udržovat nebo vést k jeho rozvoji

Příčiny vzniku PPP jsou různé, většinou jde o kombinaci více faktorů. Možné příčiny je možné rozdělit na: 
- biologické (dědičné znaky, typicky ne izolovaně ale v kombinaci s vlivem prostředí)[2]
- psychologické (složité životní události, rodinné a emocionální faktory jako např. rozvod či hádky rodičů, přílišná kontrola a negativní poznámky ze strany rodičů a vrstevníků, fyzické týrání a sexuální zneužívání, závislost na psychoaktivních látkách)[2][10][6][9]
- sociologické/kulturní (mentální anorexií a bulimií jsou ženy zasažené až 10× častěji než muži[11][2], vliv má tedy i společností a médii propagovaný ideál krásy a kultura diet)[5] [9]

Osoby s PPP byly vystavovány životním traumatům opakovaně nikoli pouze jednorázově. Výsledkem může být pocit pacienta, že není dost dobrý, což se snaží to kompenzovat alespoň úspěchem v dosažení pro něj žádoucího vzhledu (hubený a krásný). To přináší dobrý pocit ze síly vlastní sebekontroly a z hrdosti na své schopnosti.
Roli hrají ale kromě prožitých zkušeností i osobnostní charakteristiky jedince jako jeho odolnost vůči stresu, nízké sebevědomí, perfekcionismus, obsedantně-kompulzivní osobnostní rysy atd. Poruchy příjmu potravy se v některých případech vyskytují v kombinaci s dalšími psychickými onemocněními jako deprese nebo úzkostné poruchy.
Některé studie posledních let zjistily u mladých dívek korelaci mezi sledováním programů v televizi zaměřených na krásu a její „ideál“ a pocity nespokojenosti s vlastním tělem následovanými poruchami příjmu potravy. Tyto studie navíc ukazují např. větší pravděpodobnost výskytu PPP u druhé generace černošských a latinskoamerických imigrantů v USA, kteří se snaží vyrovnat s pro ně novou formou ideálu krásy, který je propagován v tamních časopisech a televizi.
Samy osoby s PPP pak uvádějí jako důvody k udržení nebo počátku nemoci touhu po zhubnutí a zvýšení své atraktivity, srovnávání se s ostatními a snahu dosáhnout vzhledu slavných osobností a modelek, ale i snahu zavděčit se okolí, které má nevhodné poznámky k jejich vzhledu a ponižujícím způsobem je srovnává s vrstevníky. U nemocných se objevuje subjektivní pocit kontroly nad nemocí, stanovují si přesné cíle v hubnutí, zároveň však trpí obsesivními myšlenkami na jídlo a nenávistí vůči svému tělu.

## Průběh a následky
Tato onemocnění jsou rozmanitá a jejich průběh je individuální, vyznačují se ale společnými rysy. PPP jsou onemocnění s různou délkou trvání, v řádu měsíců, roku ale mohou trvat i celý život. Až třetina pacientů není ani po pěti letech plně vyléčena. Studie ale poukazují na vymizení mentální anorexie a bulimie po průměrně pětileté léčbě a velkou úspěšnost už po roce u záchvatovitého přejídání. Nemoc se ale vždy nepodaří zcela vyléčit a existuje riziko jejího návratu.
PPP postihují jak psychiku tak fyzickou stránku pacienta. Lidé trpící PPP často považují nemoc za závažnou a zrádnou právě proto, že postihuje jak tělo, tak duši. Toto spektrum poruch může mít za následek i smrt, ať už se jedná o kolaps z podvýživy, vážné narušení trávicí soustavy nebo sebevraždu. Úmrtnost je přitom jedna z nejvyšších u psychických poruch, u mentální anorexie je to až 8 % a až 2 % u bulimie.
Mezi komplikace spojené s poruchami příjmu potravy patří:
- Psychické problémy: deprese, výčitky, podrážděnost, nesoustředěnost, závratě, strach z tloustnutí, uzavření do sebe, ztráta zájmu o okolí, únava aj.
- Fyzické problémy: dehydratace, nízký krevní tlak, anémie a slabost, arytmie až selhání srdce, ztráta menstruace a pozdější problémy s plodností, řídnutí kostí, poškození mozku, selhání orgánů, zvýšená kazivost zubů aj.

## Léčba
Důraz je kladen na komplexnost léčby, nikoli jen určitých příznaků, budování motivace ke změně nevhodných návyků a respektu vůči pacientovi. V případě podezření na poruchu příjmu potravy u lékaře je třeba její potvrzení psychologickým nebo psychiatrickým vyšetřením. Využít je pak možné psychoterapie (často motivační, rodinná nebo kognitivně behaviorální terapie). Pokud dojde ke zjištění depresivní nebo obsedantně-kompulzivní poruchy, mohou být využita i farmaka (antidepresiva, neuroleptika). Lidé s onemocněním mají i možnost obrátit se na svépomocné skupiny. Ve vážných případech může dojít k hospitalizaci pacienta a nutriční terapii (snaze vrátit pacienta do normální váhy).
Je doporučeno pacienta podporovat, ale neustupovat jeho nevhodným návykům a snažit se potlačit vlivy, které brání pacientovi v pozitivních změnách (např. nevhodný přístup k jídlu v rodině, komentování vzhledu atd.). 

### Laická pomoc osobám s PPP
Lidé s poruchami příjmu potravy mohou mít k narážkám na nezdravost až nebezpečnost svého jednání značně odmítavý postoj, je proto na místě trpělivost okolí. Například u mentální anorexie je postoj lidí vůči nemocným spíše obviňující, je proto důležité chápat, že se jedná o psychickou poruchu a pacient sám ztrácí plnou kontrolu nad svým jednáním, nemusí být sám schopen nemoc vyléčit a jeho léčba vyžaduje odbornou pomoc.
Pomoci pacientovi ale může i jeho bezprostřední okolí. Například tím, že se ho snaží udržovat v sociálních kruzích a nevylučovat (bez nucení k účasti, stačí pouze pozvání, byť může být odmítnuto), podporovat jeho zdravé sebevědomí a vyslechnout bez toho, aniž by danou osobu kritizovali, nebo se jí snažili dávat zjednodušené nefunkční rady (např. "prostě začni jíst", "přestaň s tím" atd.). Osoby v okolí pacienta mohou také nasměrovat k odborné pomoci nebo nabídnout vlastní spoluúčast v případě, že se pacient necítí na to navštívit odborníka sám.
Důležitá je i znalost a všímavost k symptomům PPP a schopnost vyjádřit směrem k dané osobě své obavy bez negativního hodnocení, trpělivě a s důrazem na váš skutečný osobní zájem o její dobro. Obecnou prevencí PPP je i to, když lidé přestanou s opakovanými komentáři vůči vzhledu a stravování svému a ostatních, které nejsou často ani oprávněné v dané situaci (např. připomínkám k jídlu ve smyslu "to já bych nemohl tohle sníst, to bych přibral", "ty hrozně žereš!", neustálé připomínání vlastní potřeby zhubnout bez ohledu na svou váhu a zdraví jako "to nemůžu, už teď jsem tlustá", "to jsem neměla jíst, podívej se jak vypadám" atd.). Náš vlastní zdravý životní styl, racionální přístup k jídlu a kladný vztah k vlastnímu tělu vytvářejí pozitivní vzor pro naše okolí.

### Publikace
- Svépomocný manuál aneb Jak si mohu sám/sama pomoci - příručka pro osoby s poruchou příjmu potravy i jejich rodiny a učitele od společnosti Anabell
- Poruchy příjmu potravy: příručka pro pomáhající profese - informační příručka s postupy pro učitele, rodiče i pacienty, jak s PPP pracovat
- Podpora pedagogům pro výuku v předmětech Člověk a zdraví a Výchova ke zdraví - metodická příručka s pracovními listy a náměty od společnosti Anabell

### Audiovizuální dokumenty
- Poruchy příjmu potravy v pořadu Záhady duše na České televizi
- Anorexie v cyklu Pološero na České televizi
- Poruchy příjmu potravy na ČT Edu
- (anglicky)Thin, produkce HBO, režie Lauren Greenfield, 101 minut